# Laukkuryssä

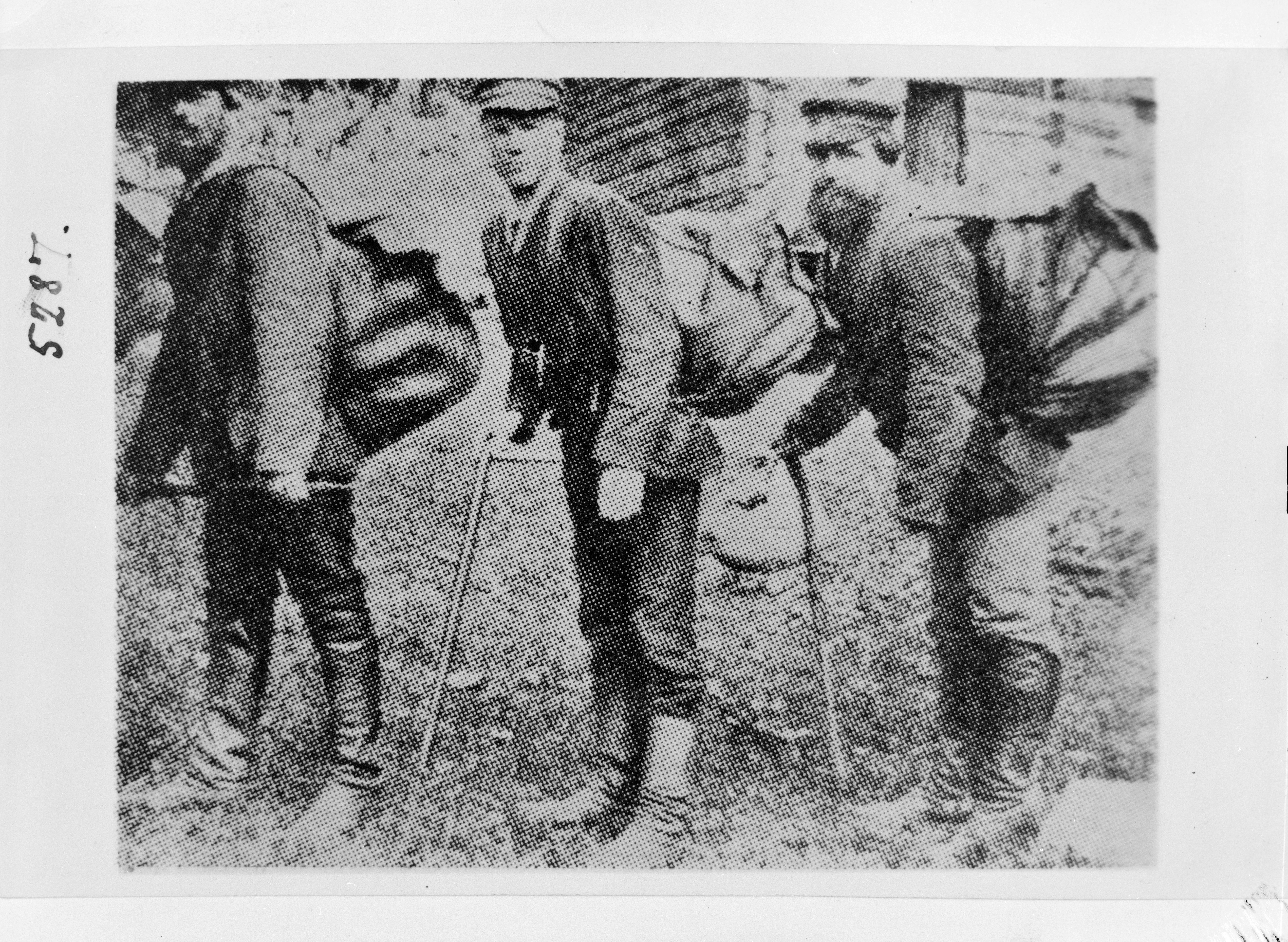
Drei laukkuryssiä aus dem ostkarelischen Kiestinki, 1894

Laukkuryssä oder auch reppuryssä ist die finnische, påsaryss oder auch kontryss die schwedische Bezeichnung für fliegende  Händler aus Russland, die bis zu Beginn des 20. Jahrhunderts jeden Sommer durch die Dörfer Finnlands zogen. Wortwörtlich übersetzt bedeuten die genannten Begriffe „Taschenrusse“ bzw. „Kiepenrusse“; viele dieser Hausierer waren indes keine Russen, sondern (Ost-)Karelier oder Tataren.
Sie spielten in Finnland spätestens seit dem 17. Jahrhundert eine wichtige Rolle bei der Versorgung der ländlichen Bevölkerung mit Konsumgütern, insbesondere mit Textilien und Tabak; dabei handelte es sich oftmals nicht um russische Erzeugnisse, sondern um Importware aus Westeuropa und aus Übersee, die die laukkuryssät in den Häfen von St. Petersburg oder Archangelsk einkauften. Ihre Geschäfte mit der finnischen Landbevölkerung nahmen oftmals die Form von Tauschhandel an, wobei insbesondere Pelze als Gegenleistung akzeptiert wurden.